# گمینا بروسه
گمینا بروسه (به لهستانی:  Gmina Brusy) یک گمینا در لهستان است که در شهرستان خوینیتسه واقع شده‌است. گمینا بروسه ۴۰۰٫۷۴ کیلومتر مربع مساحت و ۱۳٬۱۲۹ نفر جمعیت دارد.